# Байрон Теноріо
Байрон Теноріо (ісп. Byron Tenorio, нар. 14 червня 1966, Есмеральдас) — еквадорський футболіст, що грав на позиції центрального захисника за низку еквадорських клубних команд, з якими чотири рази вигравав чемпіонат Еквадору, а також за національну збірну Еквадору.

## Клубна кар'єра
У дорослому футболі дебютував 1985 року виступами за команду «Депортіво Ель Насьйональ», в якій провів два сезони. 1986 року команда виграла чемпіонат Еквадору, утім Теноріо залишався здебільшого гравцем її резервного складу.
Згодом з 1987 по 1991 рік грав у складі команд «Езмеральдас» та «Депортіво Ель Насьйональ».
Своєю грою за останню команду привернув увагу представників тренерського штабу клубу «Барселона» (Гуаякіль), до складу якого приєднався 1992 року. Відіграв за  гуаякільську команду наступні п'ять сезонів своєї ігрової кар'єри. 1995 року додав до переліку своїх трофеїв другий титул чемпіона Еквадору.
Згодом, провівши 1997 рік у складі «Емелека», приєднався до лав «ЛДУ Кіто». Був основним центральним захисником цієї команди у переможних для неї сезонах 1998 і 1999 років.
Частину 2000 року провів у Чилі у складі команди  «Уніон Еспаньйола», після чого повернувся на батьківщину, ставши гравцем «Депортіво Кіто». Завершував ігрову кар'єру в «ЛДУ Портов'єхо», за який виступав протягом 2001 року.

## Виступи за збірну
1988 року дебютував в офіційних матчах у складі національної збірної Еквадору.
У складі збірної був учасником трьох розіграшів Кубка Америки — 1989 року у Бразилії, 1991 року в Чилі та домашнього для еквадорців Кубка Америки 1993 року.
Загалом протягом деситирічної кар'єри в національній команді провів у її формі 53 матчі, забивши 3 голи.

## Титули і досягнення
- Чемпіон Еквадору (4):

«Депортіво Ель Насьйональ»: 1986
«Барселона» (Гуаякіль): 1995
«ЛДУ Кіто»: 1998, 1999